# Bosnien
För den nuvarande staten, se Bosnien och Hercegovina.

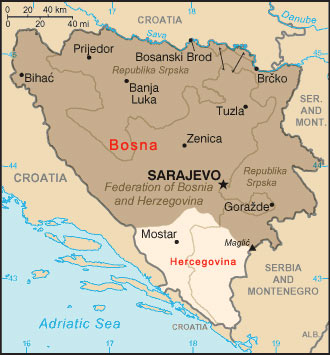
Den ungefärliga gränsdragningen mellan Bosnien (mörkt) och Hercegovina (ljust)

Bosnien (bosniska, kroatiska och serbiska Bosna; serbisk kyrillisk skrift: Босна) är en region på Balkanhalvön. Den utgör den norra delen av staten Bosnien och Hercegovina, som vardagligt ofta bara kallas för Bosnien, medan den södra regionen är Hercegovina. 
Bosnien omfattar omkring 41 000 km² och utgör därmed ungefär 80 % av Bosnien och Hercegovinas sammanlagda yta. Det finns ingen officiell gräns mellan de två regionerna, som därför är omtvistad. Bosnien och Hercegovina har emellertid utgjort en geopolitisk enhet sedan medeltiden och Bosnien har historiskt, och än i dag, ofta använts som ett begrepp för bägge regionerna. Användandet av ett regionnamn som kombinerar de bägge områdenas namn började under det Osmanska riket.
Politiskt, som en följd av fredsavtalet i Dayton 1995, är Bosnien och Hercegovina uppdelat i två administrativa entiteter och ett distrikt: Federationen Bosnien och Hercegovina och Republika Srpska, samt Brčko-distriktet.
Regionens invånare kallas, oavsett etnicitet, för bosnier (kroatiska/bosniska: bosanci, serbiska: босанци/bosanci).

## Namnet
Bosnien omnämns i skrift första gången på 800-talet. En teori är att namnet Bosnien kommer från det illyriska ordet "Bosona" som betyder "rinnande vatten", detta efter floden Bosna som rinner i centrala Bosnien.

## Historia
Huvudartikel: Bosnien och Hercegovinas historia

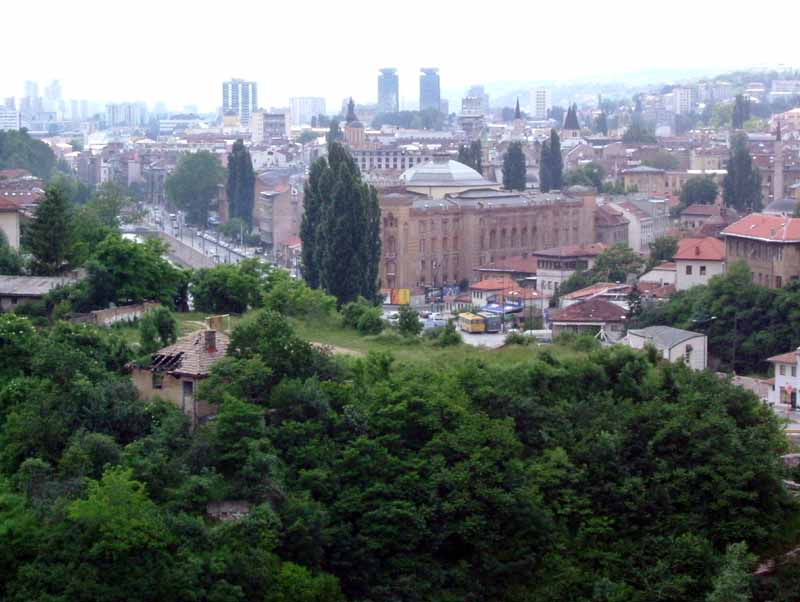
Sarajevo

Under antiken var Bosnien en del av Illyrien. Från omkring 200 f.Kr. kontrollerades området av Romarriket. Under sent 400-tal förlorades området av Västrom. Östrom kontrollerade det därefter under flera kortare perioder, varav den senaste inföll under sent 1100-tal. 
Från år 745 styrdes Bosnien av lokala stamherrar som pratade vad de kallade det serbiska språket även om områden inom dagens Bosnien föll under tillfällig kroatisk kontroll. Kung Tomislav I av Kroatien skulle till exempel enligt vissa källor ha styrt över hela Bosnien till floden Drina under en period medan andra källor hävdar att Kroatien inte hade någon kontroll över Bosniens inre territorium. Även efter Tomislav I styrdes Bosnien tidvis av kroatiska kungar. Bosnien var uppdelat i en rad självständiga områden, styrda av furstar med titeln ban. Beroende på kungamaktens inflytande kunde dessa agera mer eller mindre självständigt i förhållande till de kroatiska kungarna. Den första bosniska staten etablerades under 1000-talet under först ban Borić och sedan under ban Kulin. Under denna tid var Bosnien en vasallstat, om än oftast nominell, under Ungern eller Bysantinska riket som slogs om kontrollen av området. Enligt en del källor skulle ban Kulin haft alltför stora styrkor för att Ungern skulle ha ingripit på påvens order då landet fortsatte att gynna den bosniska kyrkan. Efter en tid omkring 1251-1314, då Bosniens beroende av Ungern ökade, övertog den mäktiga Kotromanovitj-dynastin makten i Bosnien. År 1377 lät sig Tvrtko Kotromanić utropas till kung över Bosnien. Under hans korta välde upplevde Bosnien en glasperiod i historien. Han införlivade Kroatien, Ungern och Dalmatien i sitt rike. Efter slaget vid Kosovopolje 1389 antog han härskartiteln av Serbien, eftersom han enligt sig själv var den rättfärdiga tronföljaren av Serbien då han tillhörde den serbiska dynastin Nemanjić. Efter Tvrtko Kotromanićs död 1391 gick det dock snabbt utför. Sigismund av Ungern befäste Ungerns överhöghet över Bosnien, och Osmanska rikets expansion mot området gjorde sig alltmer kännbar, samtidigt som den bosniske kungens makt över sina baner minskade. 1448 blev Herzegovia ett självständigt hertigdöme, och kungariket var 1463 ett enkelt byte för turkarna.
Under mitten av 1400-talet uppstod häftiga inre strider om makten i landet. Den bosniska adeln, som ständigt kämpade om kungamakten, tog hjälp utifrån, i första hand från Ungern och Osmanska riket. Detta resulterade i en osmansk intervention där större delen av Bosnien 1463 införlivades med turkarnas imperium och Bosnien blev ett paschalikat i det Osmanska riket. Den sista bosniska monarken blev drottning Katarina, vars barn rövades bort av osmanerna och tvingades konvertera till islam. Den norra delen av Bosnien erövrades av Osmanska riket först 1526.
Många bosnier, inte minst den bosniska adeln, konverterade därefter till islam (se även bosniaker), vilket gav regionen många fördelar och ledde till att Bosnien så småningom fick autonom status inom Osmanska riket. Bosnien blev ett självstyrande ejalet, vilket innebar att provinsens lokale härskare även i fortsättningen skulle väljas ur den bosniska adeln. 
År 1878 ockuperades Bosnien, Hercegovina och Sandžak av Österrike-Ungern. Detta ledde till att bosniaker och serber gjorde gemensamma uppror mot ockupanterna som pågick fram till 1882. År 1908 införlivades hela regionen med Österrike-Ungern. Efter första världskriget 1918 tilldelades området segermakten Serbien och kom sedan att ingå i det nybildade staten serbernas, kroaternas och slovenernas kungarike men som från och med 1929 kom att hetta kungariket Jugoslavien.
Under andra världskriget ockuperades området av kroatiska Ustašastyrkor, italienska och tyska styrkor. Bosnien blev sedan en del av den Ustaša-styrda marionettstaten Kroatien som existerade under andra världskriget. År 1945 befriades området av Titos partisaner och ingick sedan i den Socialistiska Federationen Jugoslavien, där Bosnien och Hercegovina blev en av de sex delrepublikerna.
År 1992 förklarade sig Bosnien och Hercegovina självständigt från Jugoslavien, vilket ledde till Bosnienkriget med bosniska kroater och bosniaker på ena sidan och bosniska serber (som motsatte sig brytningen) på den andra. Efter fredsuppgörelsen 1995 (Daytonavtalet) är Bosnien och Hercegovina uppdelat i Federationen Bosnien och Hercegovina och Republika Srpska.

## Bosnien som förkortning för Bosnien och Hercegovina
Numera är användningen av beteckningen 'Bosnien' som förkortning för det officiella namnet 'Bosnien och Hercegovina' något känsligt. Å ena sidan har språkbruket varit vedertaget i talspråk under mycket lång tid; det officiella namnet 'Bosnien och Hercegovina' däremot har dock ända sedan 1945 varit det dominerande i den politiska diskursen. Sedan krigen på 1990-talet och i takt med att olika politiska krafter (företrädesvis serbiska och kroatiska nationalister) börjat sträva efter en delning av landet, har det blivit vanligare att man också i det politiska samtalet säga 'Bosnien' om 'Bosnien och Hercegovina'. Språkbruket markerar i de fallen talarens underförstådda ifrågasättande av landets suveränitet. I talspråket är beteckningen fortsatt omarkerat. En tredje beteckning förekommer också Herceg-Bosna, som har en uteslutande kroatisk-nationalistisk prägel.